# EKWB
爱德华·科尼格水冷公司是一家于2003年成立，生产中央处理器、图形处理器、内存和固态硬盘的电脑水冷器材，超频与风冷组件的斯洛文尼亚公司。 该公司面向定制装机爱好者与专业人士，提供从水冷模块、配件、管道全系列水冷产品。EKWB通过自有网络商店向许多分销商销售产品。EKWB瞄准国际市场，利用评论家赞助或评论样品来宣传旗下产品。

## 历史
EKWB由爱德华·柯尼希于2003年创立以求为自己的个人电脑提供更好的散热和声学性能。EKWB在后来发行了更新版本，产品的冷却性能在2006年到2011年间提升四成。迄2011年，EKWB是三大个人电脑水冷公司之一。EKWB 通过论坛与超频社区合作，以更好地了解其客户的需求。
在2024年4月20日，EKWB被抓到有流動危機，沒有付錢給員工和生產商。EKWB的CEO爱德华·柯尼希于承認公司有遲緩付款款項。

## 产品
EKWB专门生产冷却用品。其产品线包括：昆腾中央处理器水冷头系列、显卡水冷头、散热器、散热风扇、一体机液冷套件及配件。

### 中央处理器水冷模块
目前，EKWB销售各种CPU水冷模块，主要有为LGA 3647设计的EK-Annihilator和用于各种中央处理器插槽的昆腾系列中央处理器模块。
EK-Supremacy EVO、EK-Supremacy MX和 EK-Velocity与英特尔SocketT、B、H、H2、H3、H4、R、R3和R4（亦兼容部分服务器的NB Socket R2），和 AMD 的 Socket 754、939、940、AM2(+)、AM3(+)、AM4、FM1 和 FM2(+)兼容。 Intels服务器LGA 3647仅兼容EK-Annihilator，而 AMD 的EPYC和ThreadripperCPU则为EK-Supremacy sTR。
EKWB亦提供更大的Monoblocks中央处理器水冷模块系列以确保VRM不会因高负载过热。这些单体模块基于EK-Supremacy EVO开放。
EKWB 经常与华硕、微星和技嘉等计算机硬件品牌合作，为他们的高端游戏主板和图形处理器带来定制Monoblocks。这些定制模块通常为中央处理器、VRM、M.2插槽和芯片组/南桥散热。这些模块作为其各自主板或 GPU的附品，用户无法在EKWB网站购买。
EKWP的水冷模块提供多种饰面，顶部可互换。模块为铜制（或在流体游戏机壳铝），并提供裸铜、镀镍或镀金三种涂面。正如他们所说，水冷模块的顶部材料为镀镍黄铜、乙缩醛（多为黑色，虽有白色喷涂）或树脂（透明和彩色）。
2021年末，EKWB宣布推出昆腾产品系列的全新AMD AM4插槽式水冷模块单品——EK-Quantum Momentum² ROG Strix X570-I Gaming D-RGB。该单块专为华硕ROG Strix X570-I Gaming ITX主板设计。单块中的可寻址 D- RGB LED兼容ASUS Aura Sync RGB，并在任何给定时间为每个二极管提供完整的照明定制体验。该单品兼容 EK-Matrix7。

### 图形处理器水冷模块
EKWB生产通用图形处理器水冷模块（仅冷却图形处理器芯片本身）和全覆盖水冷头，用于冷却显卡的图形处理器、VRAM和电压调节模组 。 EKWB为所谓AIB合作伙伴卡（例如蓝宝、华硕和艾维克）制作专门版本来配合他们独特的印刷电路板布局。即使图形处理器一致，全覆盖水冷模块的不同版本互不兼容。例如针对英伟达GeForce GTX1080官方版设计的水冷模块与华硕玩家国度Strix GeForce GTX1080不兼容。
EKWB通用GPU模块名唤EK-VGA Supremacy，用于单显卡设备，更大的版本名唤EK-Thermosphere ，针对多显卡交火使用。这些模块只冷却图形处理器核心，而VRAM和VRM仍由空气冷却。如果用户未能确保显卡的这些重要部件亦可得到冷却、放置风扇将热空气引导到它们上方或采用粘贴式散热器，显卡可能停转甚至因过热损坏。
就像中央处理器水冷模块一样，该公司提供不同材质的模块（包括裸铜和镀镍），以及由乙缩醛或树脂制成的顶板。 EK-VGA Supremacy另有镀镍黄铜顶板。

### 内存水冷模块
EKWB为RAM DIMM模组提供EK-RAM Monarch水冷模块。由于现代个人电脑上未有为RAM DIMM预留足够空间，故水冷块并不直接安装于RAM模块上，而是附挂在DIMM上的特殊散热模块，然后它们拧入内存顶部，通过热界面材料热连接。EKWB提供该水冷模块的双内存和四内存版本。该系列分裸铜和镀镍铜两版，外以乙缩醛或树脂漆面。散热器为铝制，以黑漆或镍饰面。铜版的冷却效果亦强。

### 机箱风扇
EKWB拥有专门设计用于个人电脑水冷散热器的风扇系列。这些风扇以高静压和低噪音销售（二者皆为通过散热器的气流需要考虑的因素）。这些风扇有多种颜色组合、转速和120/140毫米尺寸可供选择，这是电脑发烧友的两项主要j个人电脑散热标准。

### 个人电脑水冷散热器
EKWB 提供多种尺寸和厚度的散热器，名唤CoolStream。旗下一百二十毫米冷排分别可安装单（120mmx120mm）、双（240mmx120mm）、三（360mmx120mm）和四（480mmx120mm）风扇，厚度分别为 28mm（SE 线）、38mm（PE）和 60mm（XE）。一百四十毫米冷排则分别可安装单（140mmx140mm）、双（280mmx140mm）、三（420mmx140mm）和四（560mmx140mm）风扇，厚度分别为28毫米（SE）和45毫米（CE）。最近，随着一百八十毫米风扇的复兴， 该公司还开始提供一百八十毫米尺寸的冷排，分设单 (180mmx180mm)、双 (360mmx180mm) 和三 (540mmx180mm) 风扇格式，但只有WE系列（35毫米）。
散热器由铜管、连接铜管的黄铜罐和铝制外壳中的铜翅片制成。